# Val d'Oingt
Val d'Oingt és un municipi nou francès, creat l'1 de gener de 2017 per la fusió de Le Bois-d'Oingt, Oingt i Saint-Laurent-d'Oingt, que ara són municipis delegats, al departament del Roine i a la regió d'Alvèrnia-Roine-Alps.